# Bruix Cove
Die Bruix Cove (spanisch Caleta Bruix) ist eine kleine Bucht im Osten der Livingston-Insel im Archipel der Südlichen Shetlandinseln. Sie liegt im südlichen Teil der Moon Bay. 
Argentinische Wissenschaftler benannten sie etwa 1970. Namensgeber ist Alexis Vital Joseph, Baron de Bruix (auch bekannt als Alejo Bruix, 1790–1825), ein Protagonist im argentinischen Unabhängigkeitskrieg. Das UK Antarctic Place-Names Committee übertrug diese Benennung 2003 ins Englische.